# Hiraeth
Hiraeth —pronunciado [hiraɪ̯θ]—, es una palabra galesa que expresa el anhelo del hogar. Su significado es más inconcreto que el de "hogar perdido" o la simple "ausencia de algo". Implica añoranza de un tiempo pasado, de una época o de una persona, y puede incluir nostalgia por algo que ya no existe. Se asocia a una sensación agridulce por haber perdido algo o a alguien, al mismo tiempo que se agradece su existencia. También se puede usar para describir el anhelo de una patria, la tierra natal propia o la de los ancestros, donde es posible que nunca se haya estado. 
En bretón y en córnico, dos idiomas célticos emparentados con el galés, las voces equivalentes son, respectivamente  hiraezh e hyreth.
El concepto de la hiraeth  es similar al que expresan palabras en otros idiomas, como la saudade portuguesa, la dór rumana, la sehnsucht germánica, la señardá asturiana, la enyorança catalana, la gallega morriña, la gaélica cianalas, la amhárica tizita (ትዝታ) y la rusa toska (тоска).